# Statens historiska museer
Statens historiska museer är en svensk statlig förvaltningsmyndighet under Kulturdepartementet. 
Statens historiska museer har till uppgift att främja kunskapen om och intresset för Sveriges historia och att bevara och utveckla det kulturarv som myndigheten förvaltar.

## Museer som ingår i SHM
I Statens historiska museer ingår sedan juni 2022 sju museer:
- Hallwylska museet
- Historiska museet
- Ekonomiska museet – Kungliga Myntkabinettet
- Livrustkammaren
- Skoklosters slott
- Tumba bruksmuseum
- Sveriges museum om Förintelsen

De svenska statliga historiska museerna låg till 1998 inom Riksantikvarieämbetet. Myndigheten Statens historiska museer bildades detta år.

## Samlingar
Samlingsområdet för Statens historiska museer omfattar både arkeologiskt och kulturhistoriskt material. Samlingarna tillhör de största kulturhistoriska skatterna i norra Europa och växer ständigt genom arkeologiska utgrävningar, genom inköp och donationer. De samlingar myndigheten förvaltar uppgår till uppskattningsvis 11 miljoner föremål och 111 ton osteologiskt material.

## Arkeologi
Myndigheten bedriver sedan 1 januari 2015 arkeologiska undersökningar under namnet "Arkeologerna" i Stockholm, Uppsala, Linköping, Lund och Mölndal. Tidigare utgjorde dessa verksamheter regionkontor inom Riksantikvarieämbetet. Arkeologerna är i sin helhet finansierade genom uppdragsverksamhet.
Geoarkeologiskt laboratorium i Uppsala är en tvärvetenskaplig specialistgrupp inom myndighetens uppdragsverksamhet. Laboratoriet inrättades 1992 och genomför arkeometallurgiska analyser, analyser av stenmaterial och tolkning av dessa. Det utför också rekonstruktioner av arkeometallurgiska anläggningar och processer rörande allt ifrån järnhantering och bronsgjutning till gruvmiljöer och hyttor, samt registrerar arkeometallurgiskt fyndmaterial.

## Överintendenter
- Jane Cederqvist 1998
- Kristian Berg 1999–2005
- Lars Amréus 2006–2012
- Maria Jansén[5][6] 2012–2021
- Magnus Hagberg[7] 2021-